# Hedžaška železnica
Hedžaška železnica (turško: Hicaz Demiryolu) je bila 1308 km dolga ozkotirna železniška proga (tirna širina je 1050 mm), ki je povezovala Damask prek ozemlja današnje Jordanije z Medino v Saudovi Arabiji, z odcepom do Haife na Sredozemskem morju. Ime je dobila po regiji Hedžas (Hejaz ali Hedjaz ali Hijaz), čez katero je tekla trasa. Bila je del osmanskega železniškega omrežja in prvotni cilj je bil razširiti progo od terminala Hajdarpaşa v Kadikoju čez Damask do svetega mesta Meke. Vendar je bila gradnja prekinjena zaradi izbruha prve svetovne vojne in je dosegla le Medino, 400 km od Meke. Železnica je bila eden zadnjih velikih projektov  Osmanskega cesarstva v zatonu.
Glavni namen železnice je bil vzpostaviti povezavo med Konstantinoplom (danes Carigrad), glavnim mestom Osmanskega cesarstva in sedežem Islamskega kalifata s Hedžasom v Arabiji, najsvetejšimi svetišči islama in svetim mestom Meka, mestom letnega romanja hadž. Drug pomemben razlog je bil izboljšati gospodarsko in politično vključevanje oddaljenih arabskih provinc v osmansko državo in olajšati prevoz vojaških sil.

## Zgodovina

### Gradnja
Železnice so v poznih 1860-ih doživele gradbeni razcvet, regija Hedžas pa je bila eno od mnogih področij za špekulacije. Zamisli o železniški povezavi so se na dvoru sultana Abdula Hamida II. pojavile konec 19. stoletja. Prvi tak predlog je predvidel železnico, ki bi segala od Damaska do Rdečega morja. Ta načrt je bil kmalu opuščen, ker je emir iz Meke vložil ugovor glede trajnosti lastnega projekta prevoza s kamelami, če bi bila proga zgrajena . Osmansko sodelovanje pri gradnji železnice se je začelo s polkovnikom Ahmedom Rešid pašo, ki je po ogledu regije na odpravi v Jemen v letih 1871-1873 ugotovil, da je edino izvedljivo prevozno sredstvo za osmansko vojsko, da potujejo tja po železnici. Tudi drugi osmanski častniki, na primer Osman Nuri paša, so imeli predloge za železnico v Hedžasu, in trdili, da je treba ohraniti varnost v arabski regiji.
Mnogi po svetu niso verjeli, da bo Osmansko cesarstvo lahko financiralo takšen projekt: po ocenah naj bi železnica stala približno 4 milijone turških lir, kar je velik del proračuna. Zirat Bankasi, državna banka, ki je v Osmanskem cesarstvu služila kmetijskim interesom, je leta 1900 zagotovila začetno posojilo v višini 100.000 lir. To prvotno posojilo je omogočilo začetek projekta pozneje istega leta. Abdul Hamid II. je pozval vse muslimane na svetu, naj dajo donacije za gradnjo Hedžaške železnice. Projekt je dobil nov pomen. Ne samo, da je železnica veljala za pomembno vojaško znamenje regije, bila je tudi verski simbol. Hadži, romarji na poti do svetega mesta Meke, pogosto niso dosegli svojega cilja, ko so potovali po poti skozi Hedžas. Ker se niso mogli spoprijeti s težkimi, gorskimi razmerami, je na poti umrlo do 20 % hadžijev. Abdul Hamid je bil trden, da je železniška proga simbol muslimanske moči in solidarnosti: ta železniška proga bi versko romanje olajšala ne samo Osmanom, ampak vsem muslimanom. Posledično ne bi bilo treba sprejeti nobene tuje naložbe v projekt. Za učinkovito financiranje sredstev je bila ustanovljena donacijska komisija, donatorjem pa izročeni medaljoni. Kljub propagandnim naporom, kot so železniške voščilnice, je le približno 1 od 10 donacij prišlo od muslimanov zunaj Osmanskega cesarstva. Eden od teh donatorjev je bil Muhamad Inšaulah, bogat urednik časopisov iz Indije. Pomagal je ustanoviti centralni komite za železniški promet Hedžas.
Dostop do virov je bil pomemben kamen spotike med gradnjo železnice. V odročnih krajih Hedžasa je bilo težko najti vodo, gorivo in delovno silo. V nenaseljenih območjih je bil prevoz kamel zaposlen ne le za vodo, ampak tudi za hrano in gradbeni material. Gorivo, večinoma v obliki premoga, je bilo pripeljano iz okoliških držav in skladiščeno v Haifi in Damasku. Dela so bila gotovo največja ovira pri gradnji železnice. V bolj naseljenih območjih so večino delovne sile izpolnili lokalni naseljenci, pa tudi muslimani na območju, ki so bili zakonsko dolžni posojati roke za gradnjo. To prisilno delo je bilo v veliki meri zaposleno pri izkopih, povezanih z gradnjo. Na bolj oddaljenih območjih, ki bi jih železnica dosegala, je bila uporabljena bolj nova rešitev. Velik del tega dela so opravile železniške čete vojakov, ki so bile v zameno za svoje delo oproščene tretjine vojaške službe. Medtem ko je železniška proga premagala zahrbtni teren, je bilo treba zgraditi veliko mostov in nadvozov. Ker je bil dostop do betona omejen, so bili številni ti objekti narejeni iz klesanega kamna in stojijo še danes. Pozneje se je Abdul Hamid odločil, da bo železnica šla le do Medine.
Gradbena dela ob zajetni nemški finančni in strokovni pomoči (vodja projekta je bil Heinrich August Meißner) in pod nadzorom glavnega inženirja Mouktar bega, so se pričela leta 1900. Gradbena dela so na ozemlju današnje Sirije in Jordanije večinoma opravljala lokalna gradbena podjetja, drugod pa 7000 turških vojakov. Proga je bila uradno odprta 1. septembra 1908 ko je dosegla Medino in ravno na obletnico sultanovega prevzema oblasti. Vendar pa je bilo treba storiti veliko kompromisov, da bi do konca tega datuma dela končali; nekateri odseki proge so bili položeni na začasne nasipe čez vadije. 
Na trasi je bilo skupno 1532 mostov, dva predora in 96 arhitektonsko zanimivih železniških postaj.
Iz mesta Dera ob današnji sirsko - jordanski meji je bil že leta 1904 dokončan stranski odsek do pristanišča Haifa v današnjem Izraelu. Konec 1940-ih so Izraelci ta odsek prekinili.
Leta 1913 so v Damasku kot izhodišče proge odprli železniško postajo Hedžas.

## Napadi na železnico
Že od samega začetka je bila proga tarča lokalnih arabskih plemen. Ko so množice praznovale otvoritev železnice, ki je prišla do postaje Al Ula, je upor, ki ga je organiziralo pleme Harb, ogrozilo napredek. Uporniki so nasprotovali, da se železnica razteza vse do Meke; bali so se, da bodo izgubili sredstva za preživetje, saj je bil prevoz kamel zastarel.
Čeprav niso povzročili kakšne občutne škode, tudi Turki niso zmogli učinkovito nadzorovati ozemlja več kot nekaj km od trase. Ker so domačini pogosto kradli lesene pragove (porabili so jih za kurjavo), so jih na nekaterih odsekih nadomestili s železnimi. 
Med 1. svetovno vojno je izbruhnil arabski upor pod vodstvom Lawrenca Arabskega in proga je bila trarča številnih gverilskih akcij. Po razpadu Osmanskega cesarstva je promet na ozemlju današnje Saudove Arabije (nekaj kratkih odsekov, objektov in vozil je ohranjenih kot turistične znamenitosti, sicer pa je mogoče še danes videti iztirjene vlake iz časov gverilskih akcij) ni nikoli več stekel. Tudi sicer sta prevozna le dva odseka: med Damaskom in Amanon ter med rudniki fosfatov pri Ma'anu in pristaniščem v Akabi, do koder so jordanske oblasti po 2. svetovni vojni zgradile odcep z glavne trase. V 60. letih je prišlo do pobud o ponovni oživitvi proge, vendar so po šestdnevni vojni leta 1967 propadle. 

### Trenutno stanje
Obratujeta dva povezana odseka Hedžaške železnice:
- od Amana v Jordaniji do Damaska v Siriji kot Hejaz Jordan Railway (HJR) in Chemin de Fer de Hedjaz Syrie
- od rudnikov fosfata v bližini Ma'ana do Akabskega zaliva kot Aqaba Railway Corporation (ARC)

Delavci na železnici so obnovili številne prvotne lokomotive: v Siriji je devet parnih lokomotiv in sedem v Jordaniji. Od nastopa kralja Abdulaha II. so se odnosi med Jordanijo in Sirijo izboljšali, kar je povzročilo oživitev zanimanja za železnico. Vlak vozi od postaje Kadam na obrobju Damaska in ne od postaje Hedžas, ki se je zaprla leta 2004, v pričakovanju velikega komercialnega razvojnega projekta. Turški minister za promet Binali Jildirim je 4. februarja 2009 v Riadu povedal o načrtih za obnovo železniške proge.
Načrt predvideva obnovo in posodobitev železniške proge s strani turške vlade na njenem ozemlju, medtem ko poziva Sirijo in Jordanijo, da obnovita svoje odseke proge. Na saudski strani imajo ambiciozen načrt za vzpostavitev železniških projektov. Ko bi se te štiri države (Turčija, Jordanija, Sirija in Saudova Arabija) združile, bi bil celoten projekt končan.
Vleko na danes prevoznih odsekih opravljajo dizelske lokomotive (proga je namreč enotirna in neelektrificirana), predvsem za potrebe turizma pa je bilo obnovljenih še nekaj prvotnih parnih lokomotiv. Danes tako obratuje 9 sirskih in 7 jordanskih parnih lokomotiv. Majhni nedelujoči odseki železniške proge, zgradbe in vozni park so še vedno ohranjeni kot turistične atrakcije v Saudovi Arabiji, vključno s terminalom Medina, obnovljenim leta 2005 z železniškimi tiri in lopo za lokomotive. Stari železniški most čez dolino Aqiq je bil porušen leta 2005 zaradi škode zaradi močnega dežja leto prej.
Izraelske železnice so delno obnovile dolgo propadajoč do Haife, železnico skozi dolino Jezrel, s standardnimi tirnicami, z možnostjo, da jo bodo nekega dne podaljšali do Irbida v Jordaniji. Prenovljena proga so oktobra 2016 odprli od Haife do Beit Šeana.
Jordansko prometno ministrstvo je leta 2009 predlagalo železniško omrežje v višini 5 milijard ameriških dolarjev, katerega gradnja bi se lahko začela v prvem četrtletju 2012. Načrtovana mreža bi zagotavljala tovorne železniške povezave iz Jordanije v Sirijo, Saudovo Arabijo in Irakom.
Leta 2008 se je v postaji Damask Hadam po večjih prenovah odprl Muzej železniškega voznega parka Hedžas z razstavo lokomotiv. Vlaki vozijo s postaje Hadam na zahtevo (običajno nemških, britanskih ali švicarskih skupin). Severni del proge Zabadani ni več dostopen. Na postaji v Mada'in Saleh je majhen železniški muzej.
Novembra 2018 je Middle East Monitor razkril skupne načrte Savdsko-Izraelske oblasti za oživitev železnice od Haife do Riada.

## Slike
- Spominski kovanci ob otvoritvi postaje Ma'an
- Popravilo železnice blizu Ma'ana, 1918
- Ohranjena parna lokomotiva št. 10 Krauss iz leta 1902 v Izraelskem železniškem muzeju
- Spomenik ob odprtju turške železniške postaje v Haifi, Izrael
- Prazen vlak fosfata na postaji Ram, ki prihaja iz Akabe v Jordaniji.